# Gonatocerus lucidus
Gonatocerus lucidus is een vliesvleugelig insect uit de familie Mymaridae. De wetenschappelijke naam is voor het eerst geldig gepubliceerd in 1919 door Dodd.